# Orders to Kill
Orders to Kill és una pel·lícula bèl·lica dramàtica britànica de 1958. És protagonitzada per Paul Massie, Eddie Albert i Irene Worth i fou dirigida per Anthony Asquith. la pel·lícula es basa en una història de Donald Chase Downes, un antic operatiu d'intel·ligència estatunidenc que també va actuar com a assessor tècnic de la pel·lícula. La història de Downes va ser guionitzada per George St. George i Paul Dehn. Fou presentada a la secció competitiva de l'11è Festival Internacional de Cinema de Canes i al Festival Internacional de Cinema de Sant Sebastià 1958.

## Argument
Gene Summers, un jove pilot de bombarders estatunidenc, és seleccionat pel Major Kimball per anar a una missió al París ocupat pels alemanys i matar a un home que treballa a la resistència francesa i que es creu que és un agent doble. En Summers és escollit per la seva experiència militar i la seva fluïdesa en l'idioma francès. Rep una formació rigorosa del seu mestre el Major MacMahon i d'un Comandant britànic. En Summers recorda tota la informació posant-la en melodies de cançons infantils.
Arribat a França, en Summers coneix el seu contacte de la "Resistance", la Leonie, una modista que té entre els seus clients a la xicota d'un alt oficial alemany. La Leonie proporciona a Summers més informació sobre l'home que ha d'assassinar, Marcel Lafitte. Tanmateix, després trobar-se inesperadament amb Lafitte en un cafè i observar-lo, en Summers comença a pensar en la seva missió. Lafitte es presenta com a gentil, educat, simpàtic i intel·ligent, té una dona i una filla i la gata "Mimieux", protegint-la amb cura en un moment en què els gats són morts i menjats per falta d'aliments.
En una reunió posterior, en Lafitte aparentment salva en Summers de ser detingut per tropes alemanyes (que estan caçant a un assassí de la Resistència), permetent que en Summers es refugii a la seva oficina. En Summers comença a dubtar de si en Lafitte és realment culpable o no.
En Summers revela a la Leonie els seus dubtes sobre en Lafitte. Ella li recorda que les ordres no es donen sense raó i, després, ell la enutja al revelar-li detalls del seu anterior servei de guerra i grau militar. La Leonie diu a en Summers que va llançar centenars de bombes a la població mentre era pilot. En Summers protesta dient-li que hi ha una diferència entre matar molta gent a distància i una persona a prop. "Quan vaig deixava caure les bombes jo no era a l'altre extrem". A continuació, La Leonie es disculpa pel seu comportament, li explica que el seu fill va ser mort a la Guerra i contesta els seus dubtes sobre la suposada innocència d'en Lafitte preguntant-li com era que en Lafitte podia haver sabut sobre la razzia alemanya i que en Lafitte havia ajudat a en Summers a eludir-la.
Recuperada la seva confiança en Summers es prepara per matar en Lafitte. Tornant al despatx d'en Lafitte, primer el colpeja amb un objecte contundent al cap, però el cop només l'atordeix. En Lafitte es gira per mirar directament als ulls del jove i pronuncia una sola paraula: "Per què?" En pànic, en Summers apunyala en Lafitte amb unes tisores, matant-lo. Roba diners de la taula de Lafitte i intenta que l'escena sembli un robatori.
Fuig de la Gestapo i amaga els diners en un cementiri. Intenta contactar amb la Leonie, però és massa tard: els alemanys l'han capturat. Corsecat pels remordiments, en Summers marxa de nit.
Mesos després, després de l'alliberament de París, el Major MacMahon ofereix al recentment promogut Coronel Kimball una gira per l'ara alliberat París i informa al coronel Kimball que en Summers es troba en un hospital militar. Després de l'assassinat, en Summers es torna alcohòlic, utilitzant els diners que va robar a Lafitte per pagar la seva addicció. En Summers s'assabenta que la Leonie va ser torturada i morta pels nazis després de la seva captura. Al principi, el Major i el Coronel intenten convèncer-lo que en Lafitte era culpable i que es van salvar moltes vides matant-lo. Tot i això, en Summers no n'està convençut i, després que el Coronel Kimball marxi, insisteix al Major MacMahon que li digui la veritat. En MacMahon confirma que en Lafitte era, de fet, innocent.
A l'escena final de la pel·lícula, en Summers abandona l'hospital i visita a la dona i la filla d'en Lafitte, que ara estan empobrides. Incapaç de dir-les la veritat, en Summers els diu que Lafitte era un dels seus millors agents de la Resistència i els ofereix una petita compensació de la seva remuneració.

## Repartiment
- Eddie Albert - Major MacMahon
- Paul Massie - Gene Summers
- Lillian Gish - Mrs. Summers
- James Robertson Justice – Comandant naval
- Leslie French - Marcel Lafitte
- Irene Worth - Léonie
- John Crawford - Maj. Kimball
- Lionel Jeffries - Interrogador
- Nicholas Phipps - Tinent
- Sandra Dorne – Rossa amb oficial alemany
- Jacques B. Brunius - Cmndt. Morand
- Robert Henderson - Col. Snyder
- Miki Iveria - Louise
- Lillie Bea Gifford - Mauricette
- Anne Blake - Mme. Lafitte
- Sam Kydd – Sergent de vol Flint
- Ann Walford - F.A.N.Y.
- Denyse Alexander - Pat

## Recepció crítica
En el moment del llançament de la pel·lícula, The New York Times va escriure "aquest prometedor melodrama perd força i credibilitat i acaba amb un trist munt de sentiments que hauria de fer que un vell espia es torni gris", mentre que més recentment Radio Times la va titllar "una joia oblidada del cinema britànic ... un canvi benvingut de l'habitual pel·lícula de guerra britànica en què Richard Todd o John Mills."

## Detalls de producció
La pel·lícula es va basar en una història original de Donald Downes. Downes va ser un important oficial de l'OSS implicat en nombroses operacions durant la guerra. Es va convertir en escriptor després de la guerra. La novel·la Ordees to kill de Downes va ser publicada després de rodar la pel·lícula.
La pel·lícula va guanyar tres premis BAFTA, inclosos el de millor actriu per Irene Worth com a Leonie i de millor revelació a Paul Massie per la seva actuació en el paper principal de Summers. La famosa actriu de cinema mut Lillian Gish fa un cameo com a mare del pilot.